# Warder
Warder település Németországban, Schleswig-Holstein tartományban. Lakosainak száma 690 fő (2023. december 31.). Warder Groß Vollstedt és Langwedel (Holstein) községekkel határos.

## Népesség
A település népességének változása:
| Lakosok száma | 337  | 696  | 676  | 698  | 700  | 690  |
|               | 1975 | 2017 | 2019 | 2021 | 2022 | 2023 |